# Lucifer

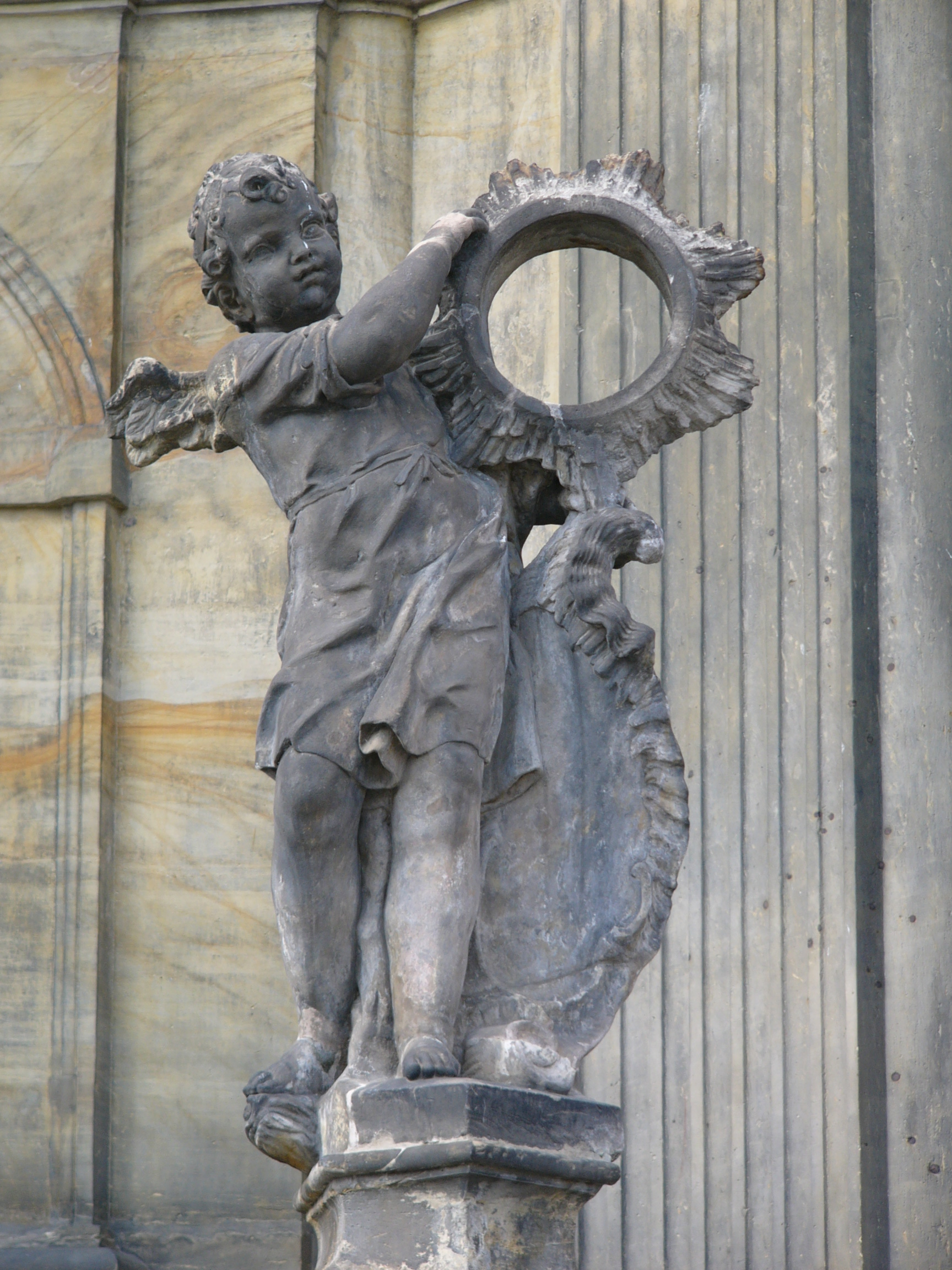
Socha jednoho z dvanácti světlonošů na
sloupu Nejsvětější Trojice v Olomouci

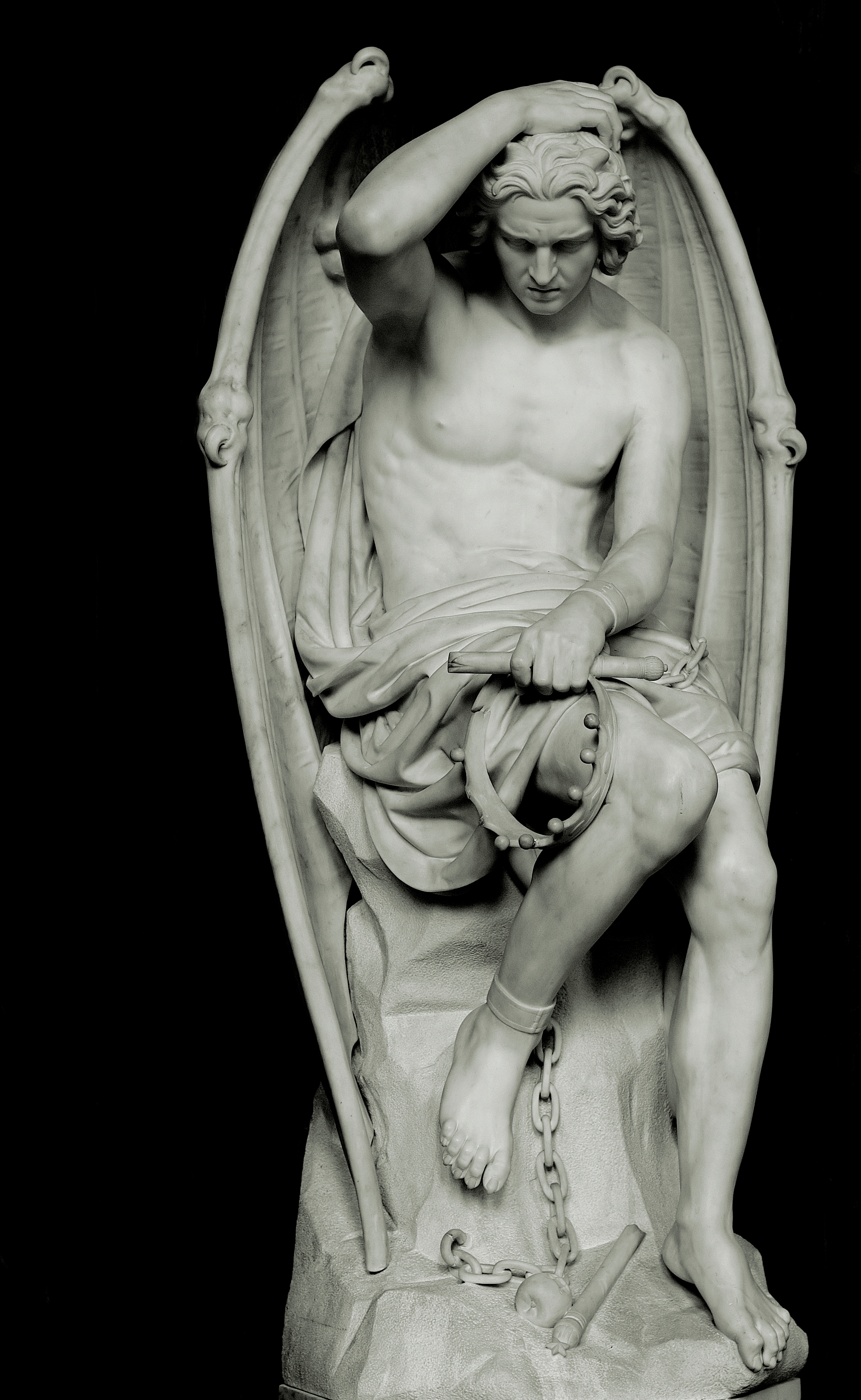
Socha Lucifera v belgickém Liège, 1848, Guillaume Geefs

Lucifer je latinské jméno pro planetu Venuši v ranním zjevení na obloze, tedy Jitřenku, jakožto i pro jejího boha. Je spojováno s mytologickými a náboženskými postavami spjatými s planetou Venuší. S ohledem na unikátní pohyb a přerušované zjevení Venuše na nebi se mytologie těchto postav týká pádu z nebes nebo podsvětí. Interpretace podobného výrazu ve Starém zákoně, přeloženého jako Lucifer, vedla v křesťanství k tradičnímu výkladu, který jméno Lucifer spojuje se svržením Satana z nebes. Tento výklad je zpochybněn[kým?] a biblický text (Izajáš 14:12) je překládán jako hvězda jitřní nebo zářící.  Podle této interpretace se biblický text vztahuje na panovníky novobabylonské dynastie.
Jako jméno Ďábla je Lucifer latinským překladem hebrejského slova הֵילֵל‎, hêylêl ve Vulgatě. V řecko-římské civilizaci byl Lucifer považován za boha, syna bohyně jitra Aurory a byl světlonošem.

## Mytologie
Motiv nebeské bytosti svržené do podsvětí má původ v pohybu planety Venuše, známé jako jitřenka. Sumerská bohyně Inanna je asociována s Venuší a její jednání v řadě mýtů odpovídá průběhu zjevení Venuše.
Řecký mýtus o Faethónovi, zosobnění Jupitera, je podobný.

## Křesťanství
V Knize Izajáš 14. babylonský král je odsouzen v prorocké vizi proroka Izajáše a je nazýván הֵילֵל בֶּן-שָׁחַר Helel ben Šachar hebrejsky Zářný, syn jitra. Titul Helel ben Šachar odkazuje na planetu Venuši, jitřenku a tak je hebrejské slovo obvykle vykládáno.
Septuaginta překládá v řečtině הֵילֵל jako Ἑωσφόρος (heōsphoros), nositel jitra, řecké jméno jitřenky.
Obdobně Vulgata překládá הֵילֵל v latině jako Lucifer, latinské jméno jitřenky.